# Elizabeth Gould (Neurowissenschaftlerin)
Elizabeth Gould (* 1962) ist eine US-amerikanische Neurowissenschaftlerin, Psychologin und Hochschullehrerin.

## Leben
Elizabeth Gould wuchs auf Long Island auf und besuchte ein College in St. John’s. Sie ist mit einem Radiologen, den sie in der Highschool kennenlernte, verheiratet und hat mindestens drei Kinder.

## Karriere
An der UCLA schloss Gould 1988 ihre Promotion ab. Während der Promotion forschte Gould über die Effekte von Thyroidhormonen bei der Entwicklung von cholinergen Neuronen. Als Postdoc ging sie anschließend an die Rockefeller University in New York City, wo sie im Labor unter der Leitung von Bruce McEwen arbeitete. In dieser Zeit verlagerte sie ihren Forschungsschwerpunkt von der hormonellen Betrachtung hin zur Neurogenese. Im Jahr 1994 erhielt sie ein Stipendium für Nachwuchswissenschaftler, die im Bereich der psychischen Gesundheit forschen. Sie blieb bis 1997 an der Rockefeller University und arbeite auch als Assistenzprofessorin. Nach eigenen Angaben entwickelte sie erst in der Zeit an der Rockefeller University den Wunsch und die Leidenschaft, den Weg der wissenschaftlichen Laufbahn zu gehen.
Im Jahr 1997 wechselte Gould an die Princeton University. In Princeton leitet sie eine neurowissenschaftliche Forschungsgruppe und hat eine Psychologieprofessur inne.
Im Jahr 2000 wurde sie mit dem Troland Research Award ausgezeichnet.

## Forschungsschwerpunkte
Zu Beginn ihrer wissenschaftlichen Karriere entfernte Gould Nebennieren von Nagetieren, die Stresshormone produzieren. Sie untersuchte im Anschluss die Hippocampi und stellte zum einen erwartungsgemäß fest, dass Nervenzellen abstarben, sie stellte zum anderen aber auch fest, dass sich neue Nervenzellen bildeten, was nicht erwartet wurde. Die Regeneration von Nervenzellen in der Hirnrinde wies sie 1999 auch bei Affen nach.
Später untersuchte sie den Einfluss der elterlichen Fürsorge auf die neuronale Plastizität. Auch die Einflüsse von Sexualhormonen sowie von Hormonen während der Phase nach der Geburt auf die Plastizität untersuchten die Studien und auch den damit einhergehenden Einfluss auf die Erziehung des Kindes.
Zu den heutigen Schwerpunkten ihrer Forschungsgruppe zählen Untersuchungen über den Einfluss der Plastizität des Gehirns auf das Verhalten im Erwachsenenalter. Hierbei werden unterschiedliche Mechanismen wie Neurogenese, Synaptogenese, Glia-Reaktivität und in der extrazellulären Matrix betrachtet, um ihren Beitrag an Verhaltensfunktionen im Hippocampus, wie beispielsweise bei Vermeidungsverhalten, zu bestimmen.

## Veröffentlichungen (Auswahl)
- Yoshifumi Watanabe, Elizabeth Gould und Bruce S. McEwen: Stress induces atrophy of apical dendrites of hippocampal CA3 pyramidal neurons. In: Brain Research. Band 588, Nr. 2, 1992, S. 341–345, doi:10.1016/0006-8993(92)91597-8.
- Elizabeth Gould, Bruce S. McEwen, Patima Tanapat, Liisa A. M. Galea und Eberhard Fuchs: Neurogenesis in the Dentate Gyrus of the Adult Tree Shrew Is Regulated by Psychosocial Stress and NMDA Receptor Activation. In: Journal of Neuroscience. Band 17, Nr. 7, 1997, S. 2492–2498, doi:10.1523/JNEUROSCI.17-07-02492.1997.
- Elizabeth Gould, Patima Tanapat, Bruce S. McEwen und Eberhard Fuchs: Proliferation of granule cell precursors in the dentate gyrus of adult monkeys is diminished by stress. In: PNAS. Band 95, Nr. 6, 1998, S. 3168–3171, doi:10.1073/pnas.95.6.3168.
- Elizabeth Gould, Anna Beylin, Patima Tanapat, Alison Reeves und Tracey J. Shors: Learning enhances adult neurogenesis in the hippocampal formation. In: Nature Neuroscience. Band 2, 1999, S. 260–265, doi:10.1038/6365.
- Elizabeth Gould, Alison J. Reeves, Michael S. A. Graziano und Charles G. Gross: Neurogenesis in the Neocortex of Adult Primates. In: Science. Band 286, Nr. 5439, 1999, S. 548–552, doi:10.1126/science.286.5439.54.
- Tracey J. Shors, George Miesegaes, Anna Beylin, Mingrui Zhao, Tracy Rydel & Elizabeth Gould: Neurogenesis in the adult is involved in the formation of trace memories. In: Nature. Band 410, 2001, S. 372–376, doi:10.1038/35066584.